# North Weald
North Weald is een plaats en civil parish in het bestuurlijke gebied Epping Forest, in het Engelse graafschap Essex met 6.039 inwoners.

## Vliegveld
RAF North Weald is de naam van het vliegveld dat in 1914 geopend werd. Het vliegveld speelde een belangrijke rol tijdens de Battle of Britain in 1940. Daarna werden twee Amerikaanse Eagle Squadrons en de in 1942 opgerichte 331 en 332 Squadrons van de Noorse Luchtmacht hier gestationeerd en werd het vliegveld  gebruikt voor trainingen van oorlogsvliegers.
Ma de oorlog werd het vliegveld gebruikt door 604 County of Middlesex Squadron, 601 City of London Squadron en vanaf 1956 ook het beroemde kunstvliegersteam Treble One (Black Arrows) Squadron (later Nr 14 Squadron). Nu wordt het nog gebruikt door vrachtvluchten en ambulance-helikopters. Eigenaar en beheerder is de Epping Forest District Council.
Bij de voormalige ingang van het vliegveld is het North Weald Airfield Museum, dat in 1916 werd geopend. Er is een monument ter herinnering aan alle oorlogsslachtoffers.

## Geboren in North Weald
- Dave Gahan (1962), zanger (Depeche Mode)